# 샌디 롭슨
샌디 롭슨(Sandy Robson, 1973년 11월 6일 ~ )은 캐나다의 배우이다.
피터버러에서 태어났다.

## 영화
- 마린 5: 배틀그라운드 (2017년)
- 스카이퀘이크 (2015년)
- 스윈들 (2013년)
- 혹성탈출: 진화의 시작 (2011년) - SFPD 4 역
- 철없는 자매의 개과천선 프로젝트 (2006년)
- The Winning Season (2004)
- 치타 걸스 (2003년)
- 트워스 더 나잇 (2001년)